# Vides imaginàries
Vides imaginàries (títol francès original: Vies imaginaires) és una col·lecció de vint-i-dues històries curtes semibiogràfiques de Marcel Schwob, publicades per primer cop en format de llibre el 1896. Barreja elements coneguts i d'altres d'imaginaris, el que la fa una de les primeres obres de ficció biogràfica. Jorge Luis Borges, a Biblioteca personal cita aquest llibre com a font directa i il·localitzada de la seva Historia universal de la infamia. Segons Borges, Schwob «va inventar un mètode curiós. Els protagonistes són reals; els fets poden ser fabulosos i no poques vegades fantàstics. El sabor peculiar d'aquesta obra rau en aquest vaivé.»

## Contingut
| Títol original                               | Títol en català                           | Protagonistes                                               |  |
| -------------------------------------------- | ----------------------------------------- | ----------------------------------------------------------- |  |
| "Empédocle, Dieu supposé"                    | "'Empèdocles, presumpte déu"              | Empèdocles d'Akragas                                        |  |
| "Erostrate, Incendiaire"                     | "Heròstrat, incendiari"                   | Heròstrat d'Efes                                            |  |
| "Cratès, Cynique"                            | "Crates, cínic"                           | Crates de Tebes                                             |  |
| "Septima, Incantatrice"                      | "Sèptima, encantadora"                    | Sèptima i altres personatges d'una tauleta de maledicció    |  |
| "Lucrèce, Poète"                             | "Lucreci, poeta"                          | Lucreci                                                     |  |
| "Clodia, Matronne impudique"                 | "Clòdia, matrona impúdica"                | Clòdia                                                      |  |
| "Pétrone, Romancier"                         | "Petroni, novel·lista"                    | Petroni                                                     |  |
| "Sufrah, Géomancien"                         | "Sufrah, geomàntic"                       | Bruixot de la història d'Aladí i la llàntia meravellosa     |  |
| "Frate Dolcino, Hérétique"                   | "Frate Dolcino, heretge"                  | Dolcí                                                       |  |
| "Cecco Angiolieri, Poète haineux"            | "Cecco Angiolieri, poeta odiós"           | Cecco Angiolieri                                            |  |
| "Paolo Uccello, Peintre"                     | "Paolo Uccello, pintor"                   | Paolo Uccello                                               |  |
| "Nicolas Loyseleur, Juge"                    | "'Nicolas Loyseleur, jutge"               | Un dels jutges de Joana d'Arc                               |  |
| '"Katherine la Dentellière, Fille amoureuse" | "Katherine la puntaire, meuca enamorada"  | Amant de ficció de Casin Cholet                             |  |
| "Alain le Gentil, Soldat"                    | "Alain el Gentil, soldat"                 | Personatges del registre criminal de Sant-Martin-des-Champs |  |
| "Gabriel Spenser, Acteur"                    | "Gabriel Spenser, actor"                  | Gabriel Spenser                                             |  |
| "Pocahontas, Princesse"                      | "Pocahontas, princesa"                    | Pocahontas                                                  |  |
| "Cyril Tourneur, Poète tragique"             | "Cyril Tourneur, poeta tràgic"            | Cyril Tourneur                                              |  |
| "William Phips, Pêcheur de trésors"          | "William Phips, pescador de tresors"      | William Phips                                               |  |
| "Le Capitaine Kid, Pirate"                   | "El Capità Kid, pirata"                   | William Kidd                                                |  |
| "Walter Kennedy, Pirate illettré"            | "Walter Kennedy, pirata analfabet"        | Walter Kennedy                                              |  |
| "Le Major Stede Bonnet, Pirate par humeur"   | "El Major Stede Bonnet, pirata fantàstic" | Stede Barret                                                |  |
| "MM. Burke et Hare, Assassins"               | "Burke i Hare, assassins"                 | Burke i Hare                                                |  |

## Traduccions al català
- 1914: Paolo Ucello (una de les "Vides imaginàries"). Trad. de J. Farran i Mayoral.[5]
- 2001: Vides imaginàries. Trad. de Ferran Esteve.[6]